# Pietro di Ginevra
Pietro (Pedro in spagnolo, Pierre in francese, Peter in tedesco e in inglese; 1340 circa – Parigi, giugno 1392) fu conte di Ginevra dal 1370, Conte consorte di Vaudémont e signore di Joinville, dal 1374, fino alla sua morte.

## Origine
Secondo Le Grand dictionnaire historique, Volume 5, Pietro era il figlio quartogenito del Conte di Ginevra, Amedeo III e della moglie, Matilde o Mahaut d'Auvergne ( † dopo il 1396), che, sia secondo Le Grand dictionnaire historique, Volume 5, che secondo la Histoire généalogique de la maison d'Auvergne, era figlia del conte d'Alvernia e di Boulogne Roberto VII e della sua seconda moglie, Maria di Dampierre o di Fiandra. 

Secondo Le Grand dictionnaire historique, Volume 5, Amedeo III di Ginevra era figlio del Conte di Ginevra, Guglielmo III e della moglie, Agnese, che, come confermano sia Le Grand dictionnaire historique, Volume 5, che lo storico francese, Samuel Guichenon, nel suo Histoire généalogique de la royale maison de Savoie, era la figlia di Amedeo V, Conte di Savoia, d'Aosta e di Moriana, e della sua prima moglie, Sibilla o Simona di Baugé, che sempre secondo la Samuel Guichenon era l'unica figlia del signore di Baugé e della Bresse, Guido II di Baugé.

## Biografia
Suo fratello, Giovanni, era divenuto conte di Ginevra, nel dicembre 1369, ma governò meno di un anno, perché morì nel corso del 1370, in autunno.

Pietro, il fratello quartogenito, gli succedette, come Pietro I.
Nel 1372, Pietro viene citato nel testamento dello zio (fratello della madre), il vescovo e cardinale,i Decano del Sacro Collegio, Guido di Boulogne (domini Guidonis episcopi Portuensis et sanctæ Ruffinæ Sanctae Romanae ecclesiae Cardinalis),in cui concesse dei lasciti a sua madre Matilde (Matildim de Bolonia comitissam Gebennensem sororem meam), a Pietro (Petrum eius filium nepotem meum) ed al fratello Roberto (domino Roberto de Gebennis carissimo nepote meo).
Dopo il matrimonio con Margherita di Joinville; Pietro, divenuto Conte di Vaudémont, governò anche quella contea come dimostrano i documenti del Jean de Joinville et les seigneurs de Joinville n° 1012, datato 1375 e 1013, datato 1376.
Nel 1381, Pietro, assieme alla moglie, Margherita, conclusero un accordo per la divisione dell'eredità della suocera, Maria del Lussemburgo-Ligny, come da documento n° 1022 del Jean de Joinville et les seigneurs de Joinville e, poi nel 1382, conclusero un secondo accordo per la divisione dell'eredità della suocera, Maria del Lussemburgo-Ligny, come da documento n° 1025 del Jean de Joinville et les seigneurs de Joinville.
Nel 1391, Pietro, assieme alla moglie, Margherita, cedettero a un loro nipote, una somma ricevuta dal duca Carlo II di Lorena, come da documento n° 1043 del Jean de Joinville et les seigneurs de Joinville.
Il 24 marzo del 1392, Pietro, secondo il documento n° 3862 del Titres de la maison ducale de Bourbon, par m. Huillard-Bréholles, Volume 2, redasse un testamento in cui lasciava suo erede universale il figlio di sua sorella Maria, Umberto di Villars.

Pietro morì in quello stesso anno, prima del 24 giugno, giorno in cui sua moglie, Margherita di Joinville, risulta già vedova secondo il documento n° 1045 del Jean de Joinville et les seigneurs de Joinville.

Le volontà testamentarie di Pietro non vennero rispettate e nella contea di Ginevra gli succedette l'ultimo fratello ancora in vita, Roberto, che dal 1378, era stato eletto papa col nome di Clemente VII, dando origine allo Scisma d'Occidente.

## Matrimonio e discendenza
Pietro, nel 1374, si era sposato con Margherita di Joinville e non ebbe discendenza; Margherita, secondo i Seigneurs de Joinville era figlia di Enrico V di Joinville, signore di Joinville e conte di Vaudémont, e di sua moglie, Maria del Lussemburgo-Ligny, signora di Houdan ed era vedova di Giovanni I di Chalon († 1373), e all'atto del matrimonio il 24 giugno, Pietro e Margherita fecero un trattato con la famiglia del defunto marito.

## Ascendenza
|                                          |                                         |                                                    | Genitori                                                |  |  | Nonni |  |  | Bisnonni                    |  |  | Trisnonni                 |  |
|                                          |                                         |                                                    |                                                         |  |  |       |  |  | Amedeo II, conte di Ginevra |  |  | Rodolfo, conte di Ginevra |  |
|                                          |                                         |                                                    |                                                         |  |  |       |  |  | Amedeo II, conte di Ginevra |  |  | Rodolfo, conte di Ginevra |  |
|                                          |                                         | Maria de la Tour du Pin                            |                                                         |  |  |       |  |  | Amedeo II, conte di Ginevra |  |  |                           |  |
| Guglielmo III, conte di Ginevra          |                                         |                                                    |                                                         |  |  |       |  |  | Amedeo II, conte di Ginevra |  |  |                           |  |
|                                          |                                         | Agnese di Chalon                                   | Giovanni I, conte di Chalon ed Auxonne                  |  |  |       |  |  |                             |  |  |                           |  |
|                                          |                                         | Agnese di Chalon                                   | Giovanni I, conte di Chalon ed Auxonne                  |  |  |       |  |  |                             |  |  |                           |  |
|                                          |                                         | Agnese di Chalon                                   | Laura di Commercy                                       |  |  |       |  |  |                             |  |  |                           |  |
| Amedeo III, conte di Ginevra             |                                         | Agnese di Chalon                                   |                                                         |  |  |       |  |  |                             |  |  |                           |  |
|                                          |                                         | Amedeo V, conte di Savoia                          | Tommaso II, conte di Savoia                             |  |  |       |  |  |                             |  |  |                           |  |
|                                          |                                         | Amedeo V, conte di Savoia                          | Tommaso II, conte di Savoia                             |  |  |       |  |  |                             |  |  |                           |  |
|                                          |                                         | Amedeo V, conte di Savoia                          | Beatrice Fieschi                                        |  |  |       |  |  |                             |  |  |                           |  |
| Agnese di Savoia                         |                                         | Amedeo V, conte di Savoia                          |                                                         |  |  |       |  |  |                             |  |  |                           |  |
|                                          |                                         | Sibilla, signora di Baugé e Bresse                 | Guido II, signore di Baugé e Bresse                     |  |  |       |  |  |                             |  |  |                           |  |
|                                          |                                         | Sibilla, signora di Baugé e Bresse                 | Guido II, signore di Baugé e Bresse                     |  |  |       |  |  |                             |  |  |                           |  |
|                                          |                                         | Sibilla, signora di Baugé e Bresse                 | Delfina di Saint-Bonnet                                 |  |  |       |  |  |                             |  |  |                           |  |
| Pietro, conte di Ginevra                 |                                         | Sibilla, signora di Baugé e Bresse                 |                                                         |  |  |       |  |  |                             |  |  |                           |  |
|                                          | Roberto VI, conte d'Alvernia e Boulogne | Roberto V, conte d'Alvernia e Boulogne             |                                                         |  |  |       |  |  |                             |  |  |                           |  |
|                                          | Roberto VI, conte d'Alvernia e Boulogne | Roberto V, conte d'Alvernia e Boulogne             |                                                         |  |  |       |  |  |                             |  |  |                           |  |
|                                          | Roberto VI, conte d'Alvernia e Boulogne | Eleonora di Baffie, signora d'Ambert               |                                                         |  |  |       |  |  |                             |  |  |                           |  |
| Roberto VII, conte d'Alvernia e Boulogne | Roberto VI, conte d'Alvernia e Boulogne |                                                    |                                                         |  |  |       |  |  |                             |  |  |                           |  |
|                                          |                                         | Beatrice, signora di Montgascon                    | Falcone III, signore di Montgascon                      |  |  |       |  |  |                             |  |  |                           |  |
|                                          |                                         | Beatrice, signora di Montgascon                    | Falcone III, signore di Montgascon                      |  |  |       |  |  |                             |  |  |                           |  |
|                                          |                                         | Beatrice, signora di Montgascon                    | Isabella di Ventadour, signora di Marjaride e Montredon |  |  |       |  |  |                             |  |  |                           |  |
| Matilde d'Alvernia e Boulogne            |                                         | Beatrice, signora di Montgascon                    |                                                         |  |  |       |  |  |                             |  |  |                           |  |
|                                          |                                         | Guglielmo di Dampierre, signore di Termonde        | Guido di Dampierre, conte di Fiandra                    |  |  |       |  |  |                             |  |  |                           |  |
|                                          |                                         | Guglielmo di Dampierre, signore di Termonde        | Guido di Dampierre, conte di Fiandra                    |  |  |       |  |  |                             |  |  |                           |  |
|                                          |                                         | Guglielmo di Dampierre, signore di Termonde        | Matilde di Béthune                                      |  |  |       |  |  |                             |  |  |                           |  |
| Maria di Dampierre                       |                                         | Guglielmo di Dampierre, signore di Termonde        |                                                         |  |  |       |  |  |                             |  |  |                           |  |
|                                          |                                         | Alice di Clermont-Nesle, viscontessa di Châteaudun | Raoul II di Clermont-Nesle, signore di Nesle            |  |  |       |  |  |                             |  |  |                           |  |
|                                          |                                         | Alice di Clermont-Nesle, viscontessa di Châteaudun | Raoul II di Clermont-Nesle, signore di Nesle            |  |  |       |  |  |                             |  |  |                           |  |
|                                          |                                         | Alice di Clermont-Nesle, viscontessa di Châteaudun | Alice di Dreux-Beu, viscontessa di Châteaudun           |  |  |       |  |  |                             |  |  |                           |  |
|                                          |                                         | Alice di Clermont-Nesle, viscontessa di Châteaudun |                                                         |  |  |       |  |  |                             |  |  |                           |  |

### Fonti primarie
- (LA, FR)  Histoire généalogique de la maison d'Auvergne.
- (LA, FR)  Jean de Joinville et les seigneurs de Joinville.
- (LA, FR)  Preuves de l'Histoire généalogique de la royale maison de Savoie, justifiée par titres, ..par Guichenon, Samuel.

### Letteratura storiografica
- (FR)  Le Grand dictionnaire historique, Volume 5.
- (FR)  K:\Etienne\Documents\HISTOIRE\G: Seigneurs de Joinville.
- (FR)  Titres de la maison ducale de Bourbon, par m. Huillard-Bréholles, Volume 2.